# Yoshiki
Hajasi Josiki (林 佳樹; Hepburn: Yoshiki Hayashi; Tatejama, 1965. november 20.–), művésznevén Yoshiki japán zenész, dalszerző, zenei producer, üzletember. Az X Japan heavy metal együttes alapítójaként lett nemzetközileg ismert. A zenekarban dobosként és zongoristaként játszik, és ő a fő dalszerző is. Az együttes az 1980-as években lett népszerű úgy, hogy közben egy független kiadónál, az Extasy Recordsnál voltak, melyet Yoshiki hozott létre. Az együttest a visual kei egyik úttörőjének tartják.
Az X Japan 1997-ben feloszlott, azonban 2007-ben újra összeállt, Yoshiki pedig közben két zenei projektet is létrehozott, a Violet UK-t 2000-ben és a supergroupként számon tartott S.K.I.N.-t.
Szólóelőadóként három komolyzenei nagylemeze jelent meg, ezen kívül számos művész lemezén közreműködött producerként, hangszerelőként és dalszerzőként, de ő komponálta például a 69. Golden Globe-gála zenéjét is. Koncertjein a Tama Drums kifejezetten számára gyártott plexiüveg dobfelszerelését használja, valamint a saját nevével fémjelzett Kawai zongorákat.
Zenei karrierje mellett üzletember is, Los Angelesben több zenei stúdió tulajdonosa, saját bormárkája, kimonókollekciója van és Yoshikitty néven saját termékcsaláddal rendelkezik a Hello Kitty márkán belül. Ezen túl jótékonysági szervezeteket támogat, saját nonprofit, közhasznú alapítványt üzemeltet az Egyesült Államokban.
2023-ban a hollywoodi Grauman's Chinese Theatre előudvarában elhelyezték kéz- és láblenyomatát. A csaknem 200 lenyomat híres tulajdonosai között ő az egyetlen japán. 2025-ben a Time magazin az év 100 legbefolyásosabb embere közé választotta.

## Élete és pályafutása

### Gyermek- és fiatalkora
Yoshiki 1965. november 20-án született Tatejama városában, Csiba prefektúrában, egy öccse van, Kóki (林光樹), aki színészként is dolgozott. Zenekedvelő családban nőtt fel, édesapja sztepptáncolt és dzsesszzongorázott, édesanyja samiszenen, nagynénje kotón játszott. Négyévesen kezdett el zongoraleckéket venni és zeneelméletet tanulni. Érdekelődött a klasszikus zene, elsősorban Ludwig van Beethoven és Franz Schubert művei iránt. Az általános iskolában trombitán játszott és tízévesen már dalokat írt zongorakísérettel.
Tizenegy éves volt, amikor édesapja öngyilkos lett, ez az élmény meghatározóvá vált az életére nézve, a rockzenében keresett menedéket. A Kiss együttes dalainak hatására kezdett el dobolni és gitározni. Hatással volt még rá többek között a Led Zeppelin, az Iron Maiden, a Sex Pistols, David Bowie, a Queen, a The Beatles, a Charged GBH és Pjotr Iljics Csajkovszkij zenéje. Gyerekkori barátjával, Toshival 1977-ben Dynamite néven alapítottak együttest, mely egy évvel később Noise-ra változtatta a nevét.

### 1982–1992: X Japan

Yoshiki 1989-ben, jellegzetes kreppelt hajával és a visual keire jellemző sminkben

Amikor a Noise 1982-ben feloszlott, Yoshiki és Toshi új együttest alapítottak, melyet átmenetileg X névre kereszteltek, amíg új nevet kerestek maguknak, de a név rajtuk maradt. 1986-ban Yoshiki létrehozta saját független kiadóját, az Extasy Recordsot, kifejezetten az X támogatására. 1987. december 26-án az együttes részt vett a CBS/Sony meghallgatásán, amit követően leszerződtették őket. 1989-ben jelent meg első nagykiadós albumuk, a Blue Blood, mely hatodik helyezést ért el az Oricon listáján és 108 hétig szerepelt rajta. 1990-ben az együttes elnyerte a Japan Gold Disc Award legjobb új előadónak járó díjat. 1991-ben jelent meg Jealousy című albumuk, melyből egymillió példány fogyott, majd pályafutásuk során először felléptek a Tokyo Dome-ban. 1992-ben Taiji kilépett az együttesből és helyére Heath érkezett, majd ugyanebben az évben nemzetközi debütálás reményében az együttes nevét X Japanre változtatták.

### 1991–1999: Szólóban,Eternal Melody

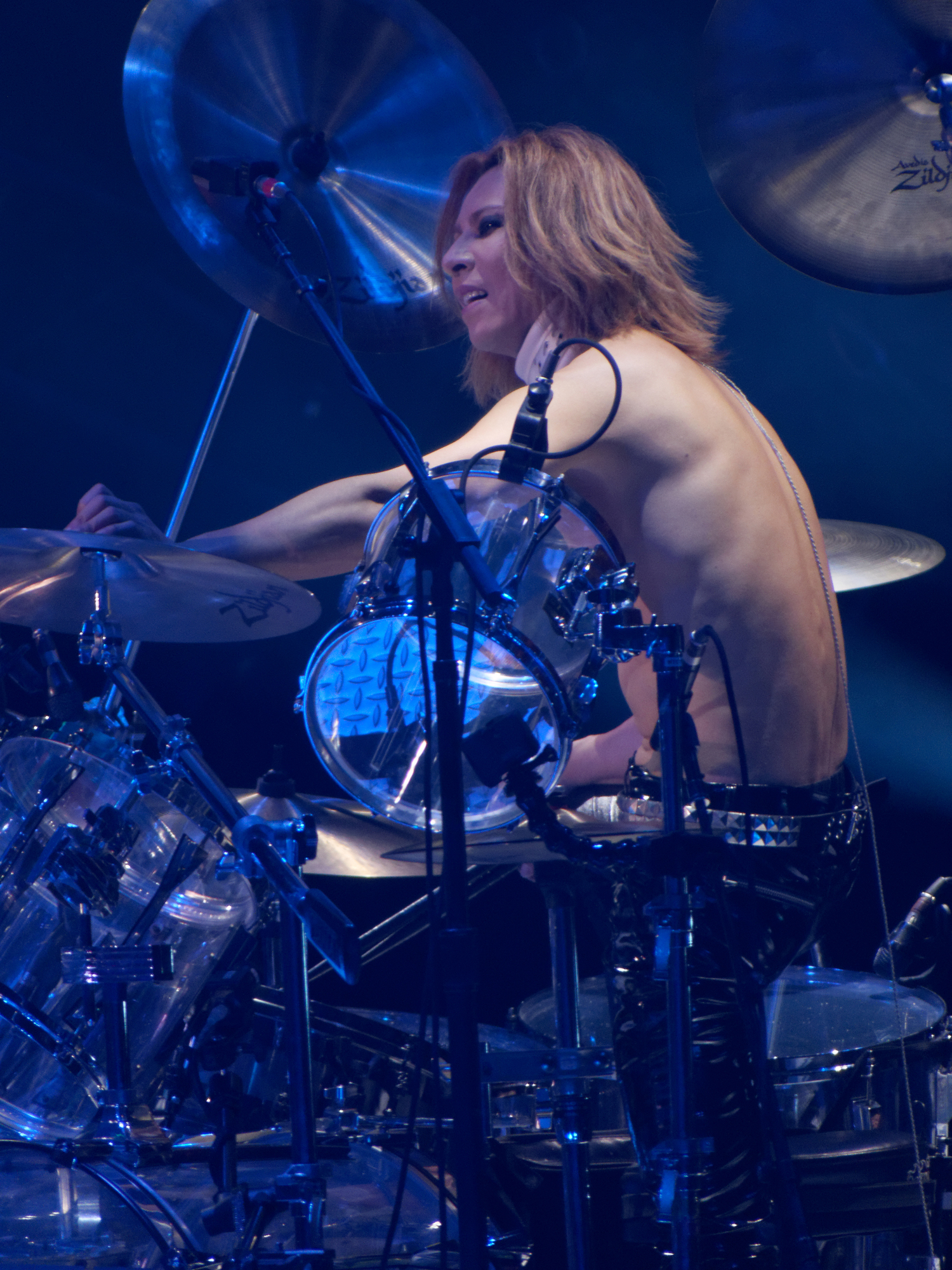
Yoshiki az X Japan 2014-es koncertjén a Madison Square Gardenben New Yorkban

1991-ben Yoshiki és Komuro Tecuja V2 néven léptek fel a Tokyo Bay NK Hallban, majd 1992 januárjában megjelent a Haitoku no hitomi (Eyes of Venus)/Virginity (背徳の瞳〜Eyes of Venus〜) című kislemezük, mely második lett a slágerlistán. Decemberben Yoshiki kiadta első klasszikus válogatásalbumát, a Yoshiki Selectiont.
1992-ben Los Angelesben vásárolt stúdiót, melyet Extasy Recording Studios névre keresztelt, és ahol szinte minden kiadványának felvételei készültek, egészen a 2010-es évekig, amikor eladta a stúdiót. Az 1990-es évek elején olyan együttesek debütáltak a kiadójánál, mint a Glay vagy a Luna Sea. Tudását is fejlesztette, a dzsessz-improvizációt és a hangszerelést tanulmányozta.
1993. április 21-én megjelent saját szerzésű klasszikus lemeze, az Eternal Melody, melynek producere George Martin volt, és a Londoni Filharmonikus Zenekar játszotta fel. A lemezen X Japan-feldolgozások mellett két új dal is szerepelt. November 3-án két kislemez jelent meg, az Amethyst és az Ima vo dakisimete (今を抱きしめて); az első 5., az utóbbi pedig 3. helyen végzett az Oriconon. A második dalt egy televíziós sorozathoz adták ki és a sorozat két főszereplője énekelte fel NOA néven. 1994-ben a kislemez elnyerte a 36. Japan Record Award kiválóság-díját.
1994-ben Yoshiki a Queen dobosával, Roger Taylorral dolgozott együtt, Taylor írt szöveget a Foreign Sand című dalhoz, melyet a The Great Music Experience koncerten elő is adtak. A kislemez júniusban jelent meg és 26. helyet ért el a brit slágerlistán. Ugyanebben a hónapban a Kiss My Ass című Kiss-emlékalbumon jelent meg a Black Diamond Yoshiki által írt feldolgozása, melyet az Amerikai Filharmonikus Zenekar adott elő.
Az X Japan növekvő népszerűségét kihasználva az együttes Jamamoto Kacumi autóversenyző szponzora lett, aki a Formula Nippon 1995-ös szezonjában az X Japan Racing színeiben versenyzett. Egy évvel később az X Japan Le Mans csapat színeiben Ralf Schumacher megnyerte a bajnokságot. Miután 1997-ben Toshi úgy döntött, kilép az együttesből, szeptemberben hivatalosan bejelentették az X Japan feloszlását. December 31-én utoljára léptek fel a Tokyo Dome-ban.
Néhány hónappal később, 1998 májusában gitárosuk, hide halálát követően Yoshiki visszavonult a nyilvánosságtól, az öngyilkosság is megfordult a fejében, pszichológushoz járt. Egy ideig csak producerként tevékenykedett, például a Dir en grey számára írt dalokat, és közreműködött a Tribute Spirits című hide-emlékalbum készítésénél. Ezt követően a tokiói császári palotában lépett fel Akihito császár koronázásának 10. évfordulójára tartott ünnepségen saját szerzeményű dalával. 1998-ban az Isten kezében című film számára írt betétdalt, melyet a Violet UK projekt keretében vett fel.

### 2000–2009:Eternal Melody II, Violet UK és S.K.I.N.
2000-ben Yoshiki kibővítette a kiadóját két alvállalattal, az Extasy Japannel és az Extasy Internationallel, disztribúciós partnere a Warner Music Group lett. Ugyanebben az évben a 7-Eleven kiskereskedelmi hálózat számára bocsátotta rendelkezésre a Violet UK projektjének két dalát, amelyekhez reklámfilmet is forgatott. A projekt ötlete már 1991-ben felmerült egy Los Angeles-i felvétel közben. A Violet UK névben a UK jelentése „underground kingdom (földalatti királyság)”, és a projekten több énekesnővel is dolgozott.
2002 szeptemberében csatlakozott Komuro Tecuja Globe nevű popegyütteséhez, akik számára egyetlen dalt írt, Seize the Light címmel. December 3-án és 4-én szimfonikus koncertet adott a Tokiói Filharmonikus Zenekarral a Tokyo International Forumban. Itt többek között a Violet UK számára írt dalokat adtak elő, Daughter és Nicole Scherzinger közreműködésével; utóbbi énekesnő az Il’l Be Your Love című dalt adta elő, mely a következő évben Dahlia debütáló kislemezeként jelent meg, majd az Expo 2005 hivatalos dala lett.

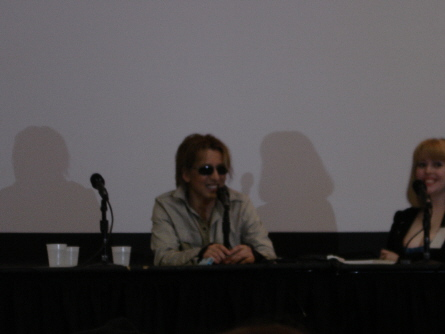
Yoshiki a 2006-os Otakonon

2003-ban és 2004-ben az NHK 50. és a Takarazuka társulat 90. évfordulójára írt emlékdalokat, Kimi dake dakara és Szekai no ovari no joru ni (世界の終わりの夜に) címmel. 2004-ben a dél-koreai The TRAX rockegyüttes producere volt. 2005-ben megjelent második klasszikus szólólemeze, az Eternal Melody II. Március 24-én a Super World Orchestra zenekart vezényelte a világkiállítás megnyitóünnepségén, ahol az I’ll Be Your Love című dalát adták elő. Decemberben megjelent a Violet UK Sex and Religion című dala digitális formátumban, majd a Myspace-en a Mary Mona Lisa című dalt tették közzé.
2006. augusztus 6-án Yoshiki részt vett az Otakon találkozón, ahol bejelentette, hogy S.K.I.N. néven új együttest alapít Gackttal közösen, és nem sokkal később csatlakozott hozzájuk Sugizo. 2007. május 25-én a Los Angeles-i JRock Revolution koncerten hivatalosan bejelentették, hogy Miyavi is csatlakozik a projekthez. Az együttes első és egyben utolsó élő fellépése Kaliforniában volt 2007. június 29-én az Anime Expón.

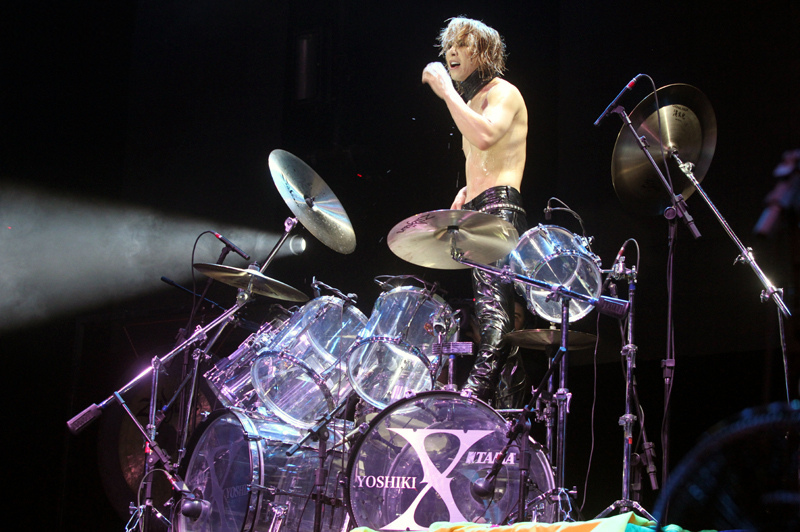
Yoshiki 2011-ben egy X Japan-koncerten Brazíliában

Ugyanebben az évben a Katakombák című amerikai filmhez komponált dalt a Violet UK számára Blue Butterfly címmel, valamint a filmzenében is közreműködött. Október 22-én az X Japan tagjai 10 év után először újra együtt dolgoztak, I.V. címmel vettek fel dalt a Fűrész IV. című filmhez, mely a végefőcím alatt hallható, a filmzenealbumon azonban nem szerepel. A Katakombák szeptemberi japán előzetesénél azt is bejelentették, hogy Yoshiki részt vesz a Repo! – A genetikus opera rockmusical produkciós munkálataiban.
2009-ben Blue Sky Heaven címmel írt dalt a Nippon TV egyik műsorának 30. évfordulójára, majd a Goemon című történelmi fantasyfilmhez komponált dalt Rosa címmel, a Violet UK előadásában. Yoshiki 2009-ben a Dome versenyautó-építő cég autóit szponzorálta a Super GT sorozatban. Ugyanebben az évben megjelent Komacu Narumi (小松成美) írónő regénye Yoshiki/Josiki (Yoshiki/佳樹) címmel, mely a zenész életét dolgozza fel. 2009 júliusában meg kellett operálni a nyakát egy elcsúszott csigolya miatt; az orvosai figyelmeztették, hogy óvatosabban kell dobolnia.

### 2010–2016: További szerzemények,Yoshiki Classical

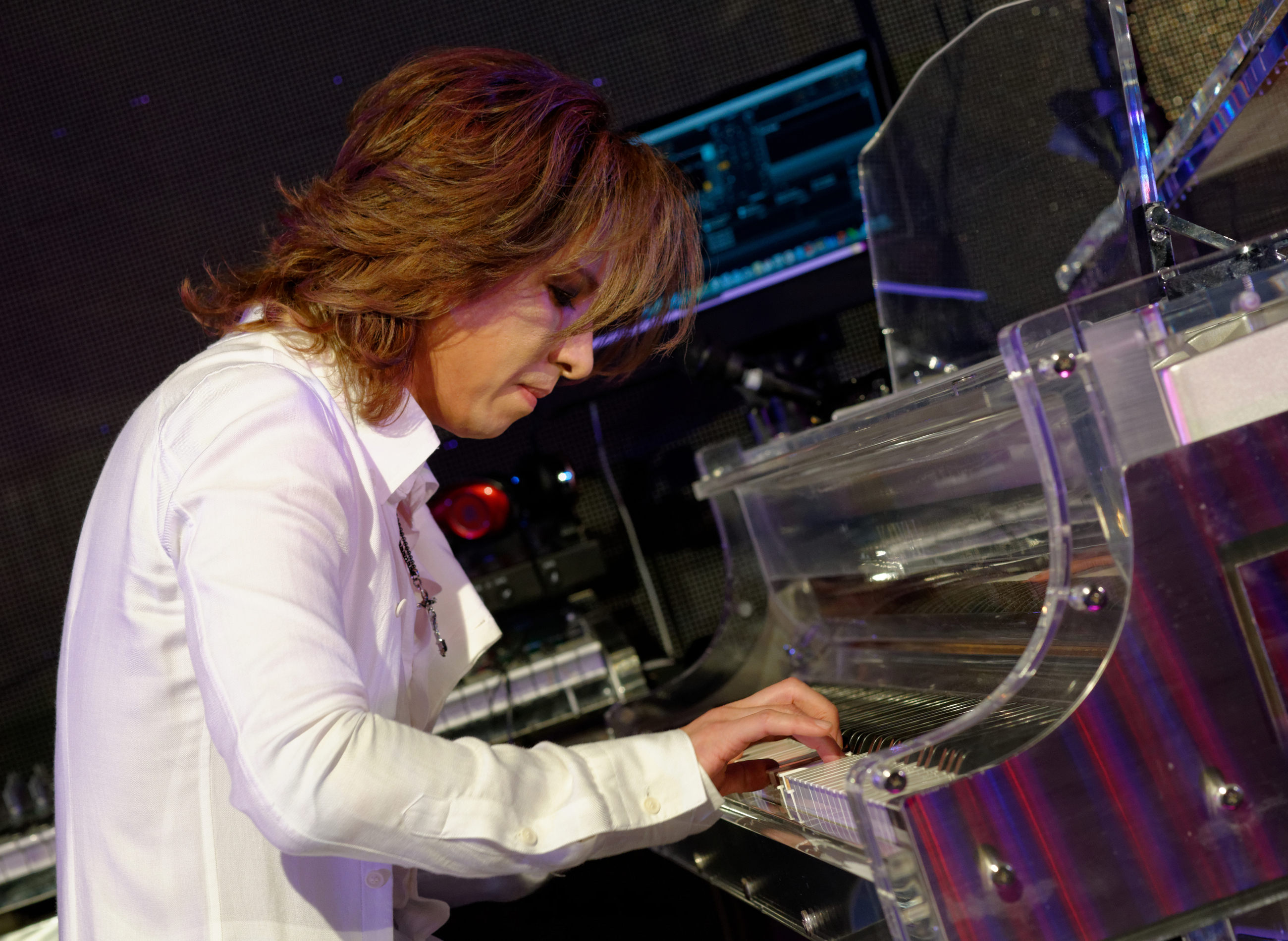
Yoshiki a Grammy Museumban, 2014-ben

2010. július 4-én Yoshiki és Toshi a Japan Expón vettek részt Párizsban. Októberben az X Japan turnéján Yoshiki összeesett a hotelszobájában, pajzsmirigy-túlműködést állapítottak meg nála. 2011 januárjában újra együttműködtek Toshival egy vacsoraesemény keretében, ahol két új dalt is előadtak, amelyből később egy koncertalbum is megjelent. Március 6-án Jay FR divatproducerrel közösen zenés divatbemutatót szervezett Asia Girls Explosion címmel a Jojogi nemzeti sportcsarnokban. Az eseményen bemutatták Yoshiki saját tervezésű kimonókollekcióját, és a Violet UK mellett az X Japan is fellépett. Május 27-én elindult a Yoshiki Radio című program a Sirius XM Boneyard rádióján. A júliusi Comic-Conon Yoshiki bemutatta a Blood Red Dragon című képregényt, melyet Stan Lee-vel és Todd McFarlane-nel közösen terveztek, és a főhőst Yoshikiról mintázták.
2012-ben ő szerezte a 69. Golden Globe-gála zenéjét, amely 2013. január 15-én 111 országban jelent meg iTunes-on. Az eladásból származó bevételt jótékonysági célokra fordították. 2012 májusában a hongkongi Madame Tussaud panoptikumban kiállították Yoshiki viaszszobrát, melyet 2013-ban a tokiói múzeumba szállítottak át. 2013. augusztus 27-én megjelent a zenész harmadik klasszikus lemeze, a Yoshiki Classical. Japánban a klasszikus zenei kiadványok között a legtöbbet eladott lemez volt, az iTunes amerikai listáján pedig 2. lett. Ezt követően Yoshiki a Grammy Museumban tartott koncertet.

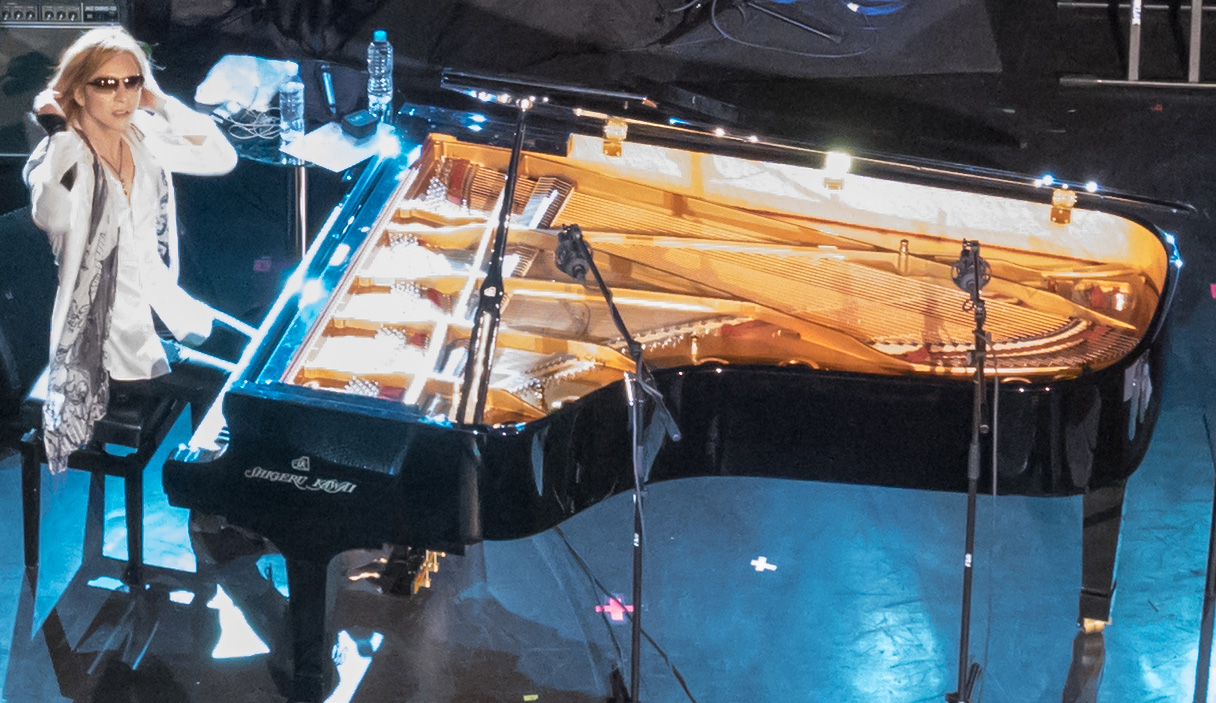
Yoshiki Londonban, a 2015-ös Hyper Japan fesztiválon

2014 februárjában ismét a Grammy Museumban lépett fel, majd március 14-én a South by Southwest fesztivál keretében saját maga holografikus másával adott elő duettet Austinban, a Qui Restaurantban. Április 25-én klasszikus lemezével világ körüli turnéra indult, az Egyesült Államok mellett fellépett Mexikóvárosban, Moszkvában, Berlinben, Párizsban, Londonban, Sanghajban, Pekingben, Bangkokban, Tajpejben, Tokióban és Oszakában is. A turnén Yoshiki zongorán játszott, vonósok kísérték és a Violet UK énekesnője, Katie Fitzgerald lépett fel vele. A koncerteken saját dalainak klasszikus zenei átiratát adta elő, valamint helyszíntől függően klasszikus zeneszerzők, például Csajkovszkij műveit. Ugyanebben az évben Hero címmel írt dalt a Saint Seiya: Legend of Sanctuary című 3D-s japán animációhoz; a dalt a turnén is előadta. Októberben az X Japannel a Madison Square Gardenben lépett fel, ez volt az együttes legnagyobb szabású amerikai koncertje. Októberben a Hello Kitty Conon bemutatta a márka számára írt Hello Hello című dalt. Ezt követően Stan Lee Comikaze Expójának díszvendége volt.
2015 áprilisában fellépett a New Economy Summiton, ahol előadást is tartott. Júliusban a londoni Hyper Japan fesztiválon vett részt Toshival. Vonósnégyessel lépett fel a 2016-os Sundance Filmfesztiválon, ahol bemutatták az X Japan történetét feldolgozó We Are X című filmet is. 2016 novemberében Yoshiki elnyerte az Asia Icon Award díjat a Classic Rock Roll of Honour Awards díjátadón. Az évet japán koncertekkel zárta Tokióban és Oszakában, ugyanakkor a hongkongi fellépését le kellett mondani a szervező hibájából. A koncertet december 30-án, ingyenesen tartották meg azoknak, akik korábban jegyet vettek.

### 2017–2020: Operáció,Red Swan,Miracle

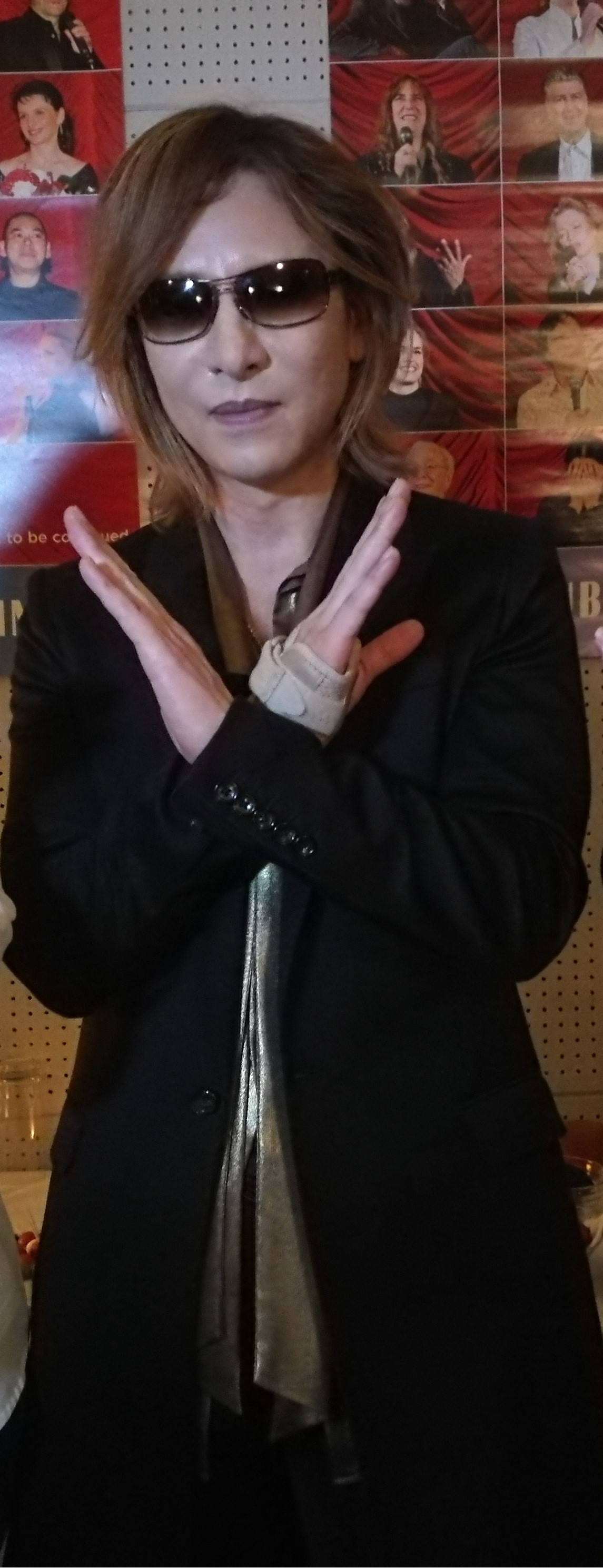
Yoshiki Bécsben 2017-ben, a We Are X vetítése után

2017 januárjában Yoshiki két telt házas koncertet adott a New York-i Carnegie Hallban. Május 9-én az X Japan menedzsmentje sajtóközleményben közölte, hogy Yoshiki nyakát azonnal meg kell operálni, az újabb műtét halaszthatatlanná vált, emiatt a 2017-es évre tervezett fellépéseket csúsztatni kényszerülhetnek. A műtét sikeres volt, az együttes úgy döntött, nem halasztják el a koncerteket, hanem akusztikus formában tartják meg, ahol Yoshiki zongorán fogja kísérni a többieket.
2018 júliusában bejelentették, hogy az X Japan Hyde közreműködésével betétdalt vett fel a Singeki no kjodzsin című anime 3. évadjához, Red Swan címmel. A dal különlegessége, hogy az együttes énekese, Toshi nem szerepel a dalban, és az X Japant csak két tagja, Yoshiki és Sugizo képviseli. Később a dal mégis Yoshiki feat Hyde megjelöléssel jelent meg, nem X Japan-dalként. A kislemez negyedik volt az Oricon heti listáján, a Billboard Japan Hot 100 listán pedig az ötödik. Szeptemberben bejelentették, hogy Yoshiki közreműködik Sarah Brightman Hymn című lemezén, melyen a korábban írt Miracle című dalának egy verziója lesz hallható. 2018 szilveszterén Yoshiki a Kóhaku uta gasszen televíziós program történetében elsőként mind a fehér, mind a vörös csapat tagjaként részt vett a felvételen, az egyik oldalon Hyde-dal a Red Swant adta elő, majd a másik oldalon Brightmannel a Miracle-t.
2019 januárjában bejelentették, hogy Yoshiki lesz Vin Diesel XXX-sorozata negyedik részének zenei rendezője, valamint a Spycies című kínai animációs film zenéjét és betétdalát is ő írja. Novemberben bejelentették, hogy a YouTube Originals felületén Yoshiki – Life Of A Japanese Rock Star címmel dokumentumsorozat indul 2020 márciusában. Decemberben Yoshiki a Kiss együttessel lépett fel  a Tokyo Dome-ban és az oszakai Kyocera Dome-ban. Később a Kóhaku uta gasszen műsorban is felléptek együtt YoshiKiss néven.
2020 elején Yoshiki dalt írt a debütáló SixTones fiúegyüttes számára Imitation Rain címmel, mely mind az Oricon, mind a Billboard Japan Hot 100 slágerlistát vezette, és melyből egy hét alatt 1,3 millió fizikai példány kelt el. 2020 márciusában, a Covid19-pandémia kitörése után Bonóval, will.i.ammel és Jennifer Hudsonnal közösen adta elő a #SINGFORLIFE című dalt, melyet bátorításnak szántak a járvány idejére. A kollaboráció az internet segítségével, virtuálisan történt, Yoshiki a dal zongorarészletét komponálta. 2020. november 20-án fényképalbumot adott ki XY címmel, a Kodansha kiadásában.
December 23-án Under the Sky címmel online koncertet közvetít Marilyn Manson, a The Chainsmokers, Nicole Scherzinger, Lindsey Sterling, a Scorpions, Hyde, Sugizo, Sarah Brightman és a SixTones részvételével.

### 2021−: Superstar Project X, The Last Rockstars
2021 októberében virtuális zongorakoncertet adott a BMW Japan 40. évfordulójának alkalmából.
2022 októberében elindult az NTV csatornán a Yoshiki Superstar Project X tehetségkutató műsor, mely első helyet ért el a Hulu Japan helyi műsorainak listáján. November 11-én bejelentették, hogy Yoshiki, Miyavi, Hyde és Sugizo részvételével The Last Rockstars néven új supergroup jön létre.

## Zeneszerzői tevékenysége és megítélése
[Japánban] Michael Jackson szintű őrület veszi körül Yoshikit. Sokkoló volt megtapasztalni.
Yoshiki saját bevallása szerint kezdettől fogva kottát ír, akár rockdalt, akár klasszikus zenei darabot komponál, csak később ülteti át a szólamokat hangszerre. Együttese tagjainak is kottán szokta kiosztani a részeket, eleinte azonban csak Toshi tudott kottát olvasni, a többieknek ezt meg kellett tanulniuk. Maximalista producernek tartja magát, aki korábban képes volt egymás után többször újravenni mindent, amíg el nem érte azt a hangzást, amelyet kottaírás közben elképzelt. Az X Japan eklektikus hangzása miatt nem találtak maguknak megfelelő producert, Yoshiki maga végezte a produceri munkálatokat. A dalszövegeiben eleinte a saját személyes traumáit dolgozta fel, például azt a haragot, amelyet édesapja öngyilkossága váltott ki belőle, később azonban tudatosan igyekezett pozitívabb üzeneteket ültetni a szövegekbe. Klasszikus zenei kompozícióira nagy hatással voltak a filmek és a filmzenék. Elsősorban vonós hangszerekre és zongorára szeret írni.
- Yoshiki: AmethystYoshiki jellegzetes klasszikus zenei stílusára a „szárnyaló vonós”, filmzeneszerű hangzás a jellemző.

Nem tudod lejátszani a fájlt?
Alex Biese, az Asbury Park Press kritikusa szerint Yoshiki szerzeményei „terjedelmesek, méltóságteljesek, szilárd dallamvilággal”, és rendkívül alkalmasak a szimfonikus előadásra. Biese úgy nyilatkozott, hogy Yoshiki rockdalai is olyanok, mintha eleve szimfonikus zenekari hangszerelésre születtek volna.
Az Alto Riot komolyzenei magazin „hihetetlenül alábecsült zeneszerzőnek” nevezte Yoshikit, akinek stílusát a „szárnyaló vonós hangzás és a szívszaggató zongorajáték” jellemzi. Szerzeményeinek stílusa a magazin szerint John Williams filmzenéinek és Uemacu Nobuo videójáték-zeneszerző munkáinak a kombinációjához hasonlít.
Adam Sweeting a Telegraphtól úgy véli, „bár Yoshiki hajlamos a túldíszített, teátrális zongorajátékra, amolyan Liberace-stílusban, a szerzeményei általában egyszerű akkordmeneteken alapulnak, jobbára mélabúsak és könnyfakasztóak.”

## Jótékonysági tevékenysége

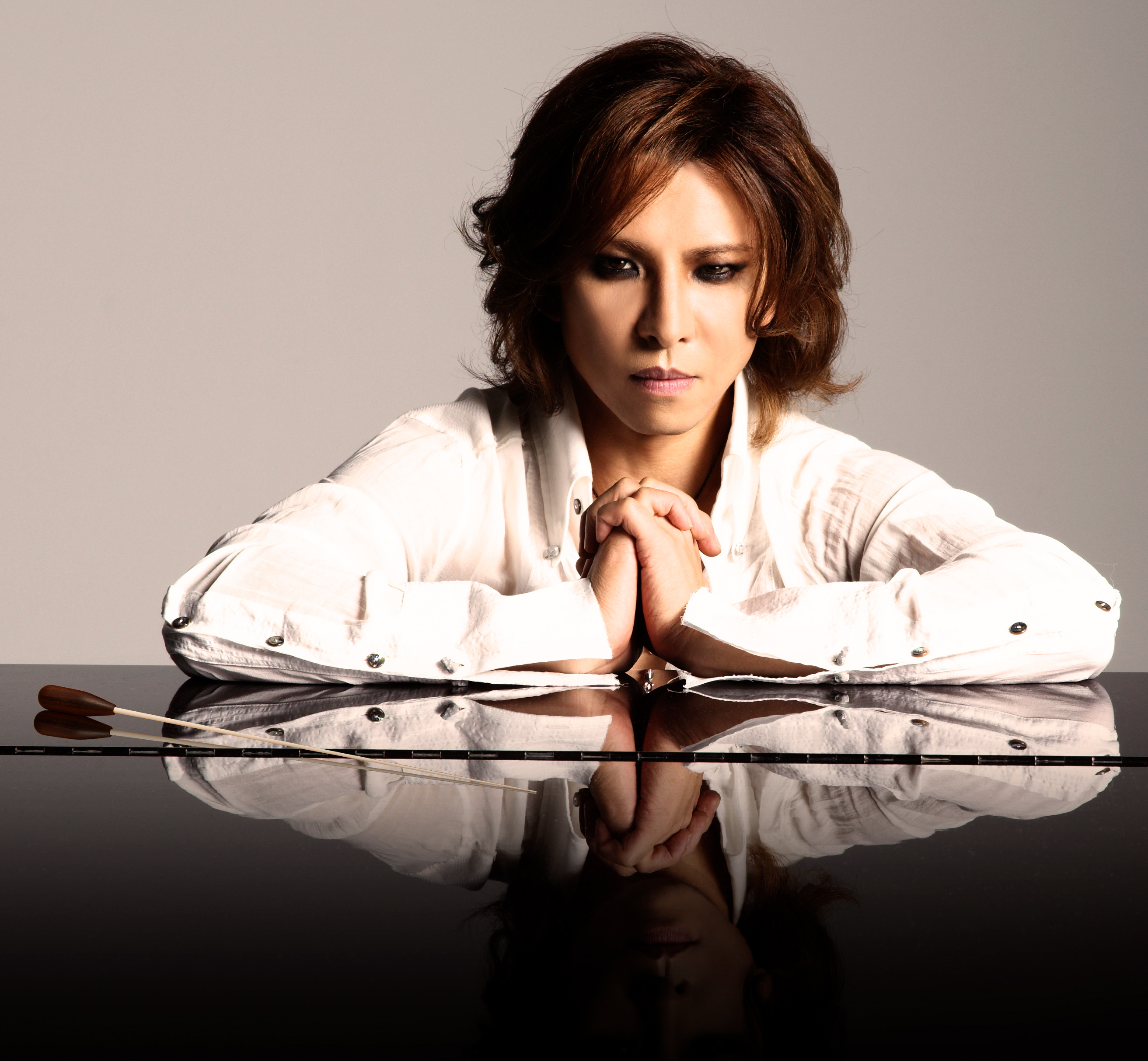
Yoshiki 2013-ban

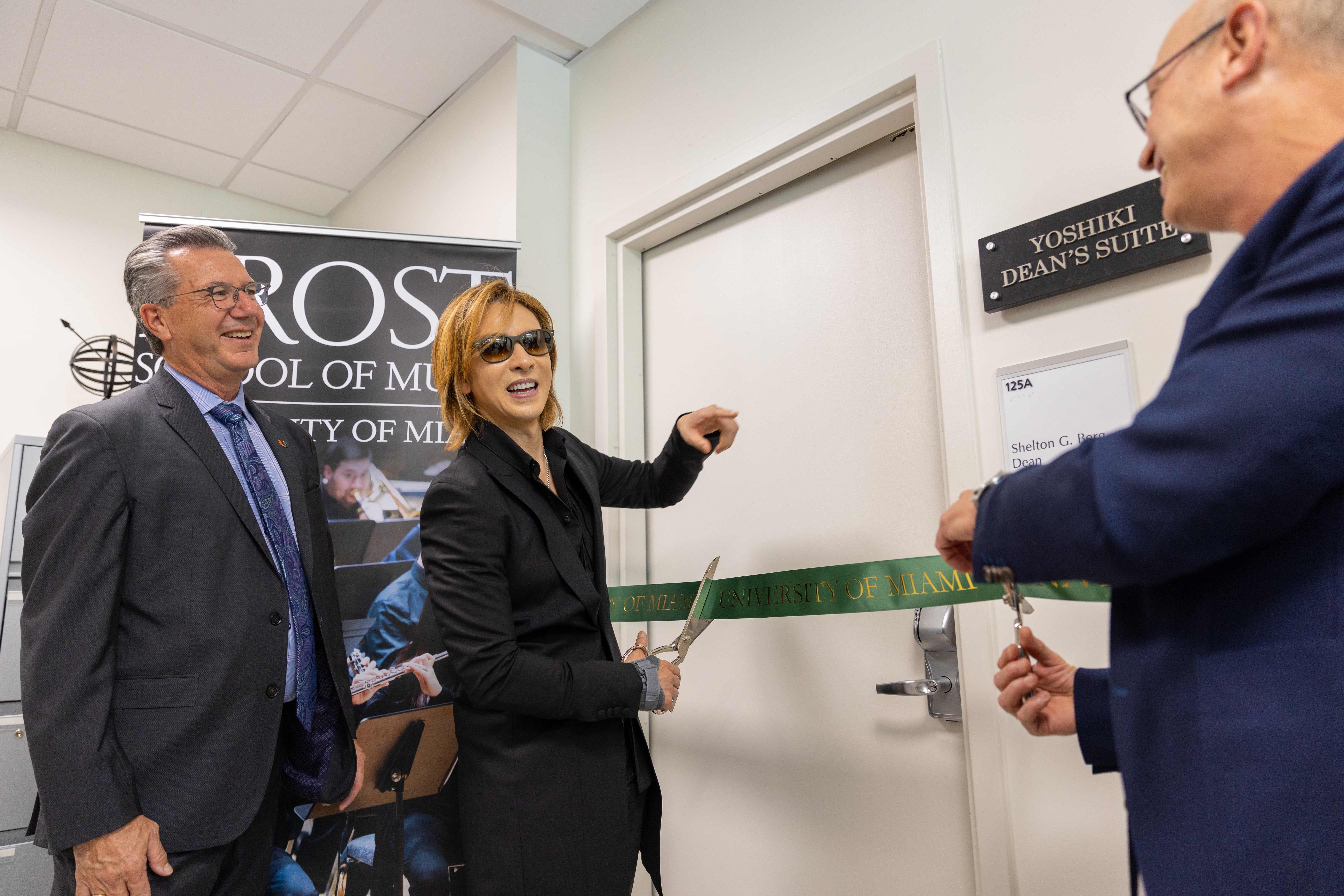
Yoshiki 2019-ben a Frost School of Musicban, ahol előadást tartott

Az 1995-ös kóbei földrengést követően az X Japan karácsonyi jótékonysági koncertet adott Oszakában, majd új zongorákat adományozott a földrengésben megsérült iskoláknak.
2009-ben Yoshiki 200 árvát hívott meg az X Japan januári hongkongi koncertjére, valamint árvákat támogató jótékonysági szervezetnek adományozott pénzt. Márciusban a 2008-as földrengés által tönkretett Szecsuanban járt, ahol hangszereket adományozott iskolák számára. Májusban ismét árvákat hívott meg az X Japan koncertjére, ezúttal Tajpejben.
2010-ben létrehozta a Yoshiki Foundation America alapítványt, mely nonprofit, közhasznú alapítványként működik Kaliforniában. Alapítványa a jótékonysági tevékenységen túl kutatókat is támogat, akik a zene terápiás hatásait, valamint a zene és az agyműködés kapcsolatát kutatják.
2011-ben a tóhokui földrengés és cunami áldozatainak megsegítésére az alapítvány a Yahoo! Japan közreműködésével aukciót szervezett, melynek bevételét a Japán Vöröskereszt kapta. Yoshiki egyik Kawai Crystal Grand CR-40 típusú zongoráját bocsátotta árverésre, azonban a folyamatot meg kellett szakítani egy ellenőrizhetetlen, 20 millió dolláros ajánlat miatt, és később, újrastruktúrált ellenőrzési rendszer mellett folytatták az árverést. A zongora végül 134 931 dollárért (mintegy 40 millió forintért) kelt el.
2014-ben a Yoshiki Foundation America a MusiCares alapítvánnyal közösen magánvacsorát szervezett, melyen a két legnagyobb ajánlatot tevő személy együtt vacsorázhatott Yoshikivel. A 62 000 dollárnyi (18 millió forintnyi) bevételt a Grammy Alapítvány és a MusiCares kapta.
2019 júniusában a Miami Egyetemhez tartozó Frost School of Music számára 150 000 dollárt adományozott és előadást tartott a diákoknak. Tiszteletére a dékán irodáját Yoshiki Dean’s Suite névre keresztelték át.
2025 januárjában alapítványa 500 000 dollárt adományozott a dél-kaliforniai futótűz áldozatainak megsegítésére.

## Üzleti tevékenysége

Az Extasy Records logója

Yoshiki 1986-ban hozta létre az Extasy Records lemezkiadót, abból a pénzből, amit édesanyjától kapott, miután az asszony eladta saját vállalkozását. 2000-ben a kiadónak két leányvállalata alakult, az Extasy Japan és az Extasy International. 1992-ben Platinum Records néven alapított kiadót, mely a PolyGrammal állt szerződésben.
Los Angelesben saját stúdiót tartott fenn Extasy Recording Studios néven, melyet Jim Davidtől vásárolt meg 1992-ben, 2012-ben azonban eladta.
1998-ban megvette a Brooklyn Recording Studiost, melyben korábban a Maverick Records működött, és amely Madonna és Freddy DeMann tulajdonában állt. One on One South névre keresztelte át, majd az Extasy International központja lett. Egy másik stúdiója is van Los Angelesben; korábbi nevén a Larrabee East.
2009-ben Michael Mondavi kaliforniai borásszal közösen Yoshiki saját bormárkát alapított Y by Yoshiki néven, mely 2008-as Cabernet sauvignon és Chardonnay borokból áll.
Yoshiki saját kimonókollekciót mutatott be az Asia Girls Explosion divatbemutató keretében 2011-ben. 2015-ben a kollekciónak saját divatbemutatója volt a tokiói Mercedes-Benz divathéten. Ugyanebben az évben elindult a Yoshiki Channel a Niconico videoplatformon exkluzív élő közvetítésekkel. 2016-ban újabb kimonókollekciót mutatott be a tokiói divathét keretén belül, a bemutató alatt mesterséges eső áztatta el a modelleket és a dobokon aláfestő zenét improvizáló Yoshikit.
Yoshikinak saját termékcsaládja van a Hello Kitty márkán belül, Yoshikitty néven.
A MasterCard és a Visa is bocsát ki Yoshiki témájú bankkártyákat. A zenész ezen kívül a Green Lord Motors egyik befektetője.
2018-ban Studio City mellett vásárolt egy 3,4 millió dollár értékű ingatlant.

## Felszerelése

### Dobfelszerelés
- a 16"x24" lábdob
- b 16"x24" lábdob
- c 6"x14" pergődob
- d 10"x10" tam
- e 12"x12" tam
- f 13"x13" tam
- g 14"x14" tam
- h 16"x16" álló tam
- i 16"x18" álló tam

Yoshiki dobfelszerelése:

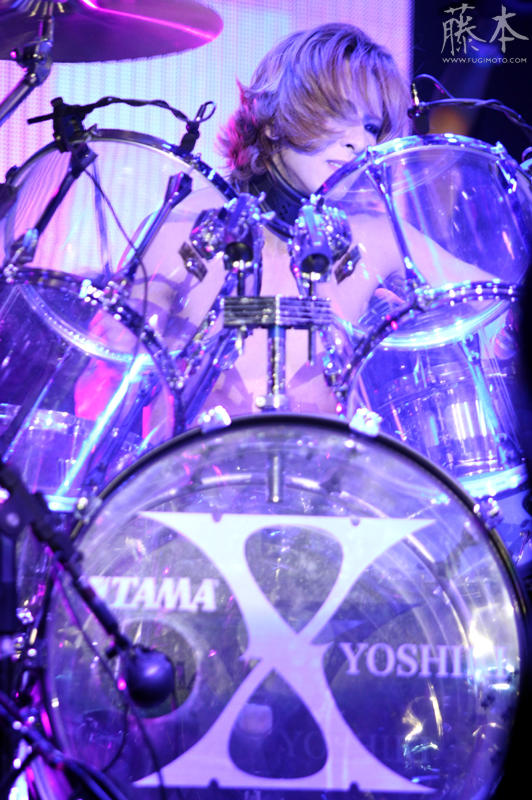
Yoshiki plexiüveg dobfelszerelése közelről

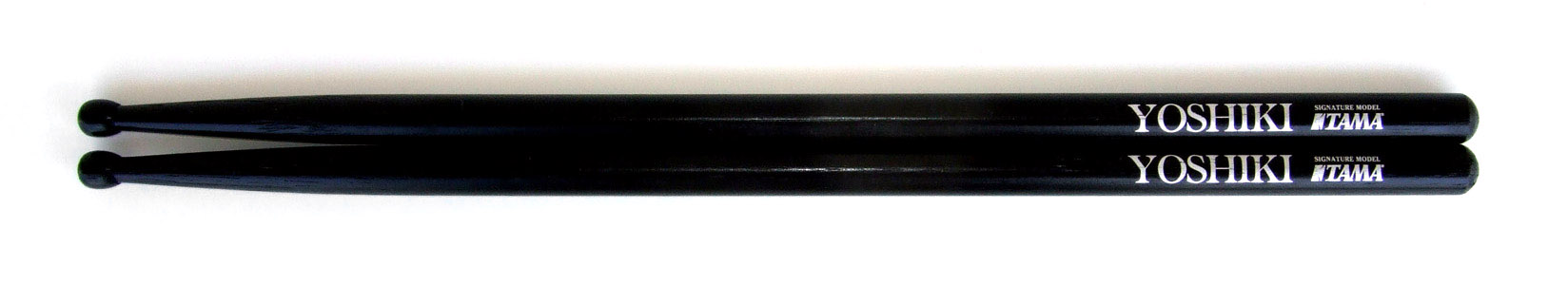
Yoshiki feliratú dobverő a Tama Drumstól

Yoshiki magát groovedobosnak tartja, nagy hatással volt rá John Bonham, valamint úgy nyilatkozott, hogy Cozy Powell miatt kezdett el két lábdobot használni. Dobolás közben nyakvédőt visel, korábban súlyosan megsérült a nyaka heves fejrázással járó dobolási technikája miatt, meg is kellett operálni. Egy 2015-ös interjúban a zenész úgy nyilatkozott, inkább tartja magát zeneszerzőnek, mint dobosnak.
Yoshiki koncert-dobfelszerelését a Tama Drums gyártotta kifejezetten az ő számára, mely ArtStar típusú és plexiüvegből készült. Yoshiki elismerte, hogy a plexi nagyon látványos a koncertfények miatt, azonban hangzás szempontjából nem a legjobb választás. Nehéz rajta játszani, nincs olyan rezonanciája, mint a fának, és nem is túl tartós. Erősebben kell ütni a jobb hangzás érdekében, ami miatt általában egyetlen koncert alatt tönkremegy. A Tama saját dobverőt is készít Yoshiki számára.
Yoshiki a koncerteken két 24 colos lábdobot használ, a 14 colos pergődobot középre igazítja. Öt tamot használ: három felső tamot, egy 10, 12 és 13 col átmérőjűt, valamint két álló tamot, amelyek 16 és 18 coll átmérőjűek. Stúdiófelvételhez azonban Tama Titan felszerelést használ Evans márkájú védőbevonatos bőrrel.

### Zongora
Yoshiki általában Kawai gyártmányú Crystal II Grand Piano CR–40A típusú zongorán játszik. A Kawai Yoshikiről elnevezett hagyományos hangversenyzongorát is készít. A zenész bal kezének két ujját nem érzékeli rendesen, emiatt nehéz számára zongorázni. Jobb kezén évek óta krónikus ínhüvelygyulladásban szenved, amely miatt kétségessé vált, hogy meddig tud hangszeren játszani.

## Diszkográfia
Szóló stúdióalbumok
- Eternal Melody (1993)
- Eternal Melody II (2005)
- Yoshiki Classical (2013)

## Turnéi és koncertjei
Szólóelőadóként
- 2002. december 3–4.: Symphonic Concert, Tokyo International Forum, Tokió
- 2014: Yoshiki Classical World Tour Part 1[107][191]
- 2016: Yoshiki Classical World Tour Part 2[120]
- 2017. január 12–13.: Yoshiki Classical Special a Tokiói Filharmonikus Zenekarral, Carnegie Hall, New York[122]
- 2017. augusztus 26. és 29.: Evening with Yoshiki, Nagoja, Oszaka[192]
- 2018. június 24.: Lunatic Fest[193]
- 2018. július 13–16; augusztus 31., szeptember 1.: Breakfast with Yoshiki, Evening with Yoshiki, Tokió[194]
- 2018. december 31.: Kóhaku uta gasszen (Hyde-dal és Sarah Brightmannel)[132]

Az X Japannel

## Díjai és elismerései
| Év   | Díj                                | Kategória       | Jelölés                                 | Eredmény |
| ---- | ---------------------------------- | --------------- | --------------------------------------- | -------- |
| 1994 | 36. Japan Record Award             | Kiválóság-díj   | NOA: Ima vo dakisimete (今を抱きしめて) | Elnyerte |
| 2016 | Classic Rock Roll of Honour Awards | Asia Icon Award |                                         | Elnyerte |

## Fordítás
- Ez a szócikk részben vagy egészben  a   Yoshiki (musician) című angol Wikipédia-szócikk ezen változatának fordításán alapul.  Az eredeti cikk szerkesztőit annak laptörténete sorolja fel. Ez a jelzés csupán a megfogalmazás eredetét és a szerzői jogokat jelzi, nem szolgál a cikkben szereplő információk forrásmegjelöléseként.